# Gibson ES-335
Gibson ES-335TD – gitara elektryczno-akustyczna produkowana przez amerykańską firmę Gibson Guitar Corporation. Znalazła szerokie zastosowanie w wielu gatunkach muzycznych, od jazzu, poprzez bluesa, aż po rock and rolla. 
Gdy ES-335TD, będący częścią serii ES (Electric Spanish), wystartował w 1960 momentalnie wstrząsnął światem gitar swoją innowacyjnością i niepowtarzalnym brzmieniem, łączącym śpiewny sustain gitar solid-body z bogactwem dźwięku gitar semi-hollowbody.

## Budowa i dźwięk
Gibson ES-335TD nie posiada ruchomego mostka tremolo, lecz stały, składający się z mostka Tune-o-matic oraz stopbaru (podobnie jak gitary z serii Les Paul). Ma bardzo ciepły i bogaty dźwięk, charakterystyczny dla gitar typu semi-hollowbody.
Korpus wykonany jest z topoli obustronnie obłożonej klonem. Gryf zaś wykonano z jednego kawałka mahoniu, na który nakładana jest palisandrowa podstrunnica. Charakterystyczne dla modelu są wcięcia w kształcie litery "f", które stały się symbolem jazzu. Dzięki otworom rezonansowym gitara nadaje się zarówno do gry akustycznej (na sucho), jak i gry z podłączonym wzmacniaczem.
Ważnym dla dźwięku elementem są przetworniki. Zespół projektantów postanowił użyć wynalezionego przez pracownika firmy Gibson Setha Lovera przetwornika typu humbucker, składającego się z dwóch równolegle, blisko osadzonych  cewek, połączonych są ze sobą w przeciw-fazie, przy czym biegunowość obu magnesów względem siebie także spolaryzowano przeciwnie. 
Dzięki takiemu rozwiązaniu wszechobecne sygnały zakłócające z sieci zasilającej,  scenicznego oświetlenia, transformatorów wzmacniaczy itd. indukują się w obu cewkach w przeciwnych fazach i znoszą się. Teraz sygnał użyteczny ze strun bez przeszkód i bez przydźwięków, za to z podwójną amplitudą, przekazywany jest do wzmacniacza. Brzmienie jest tu ciemniejsze, potężniejsze i bardziej "tłuste" niż u jednocewkowych single-coil.

## 50th Anniversary 1960 Gibson ES-335TD
Z okazji pięćdziesięciolecia wypuszczenia na rynek pierwszego ES-335TD, firma Gibson wydała specjalną, jubileuszową edycję tych gitar noszącą nazwę 50th Anniversary 1960 Gibson ES-335TD. W modelach z tej serii zastosowano wiele patentów takich samych, jak w pierwowzorze. 

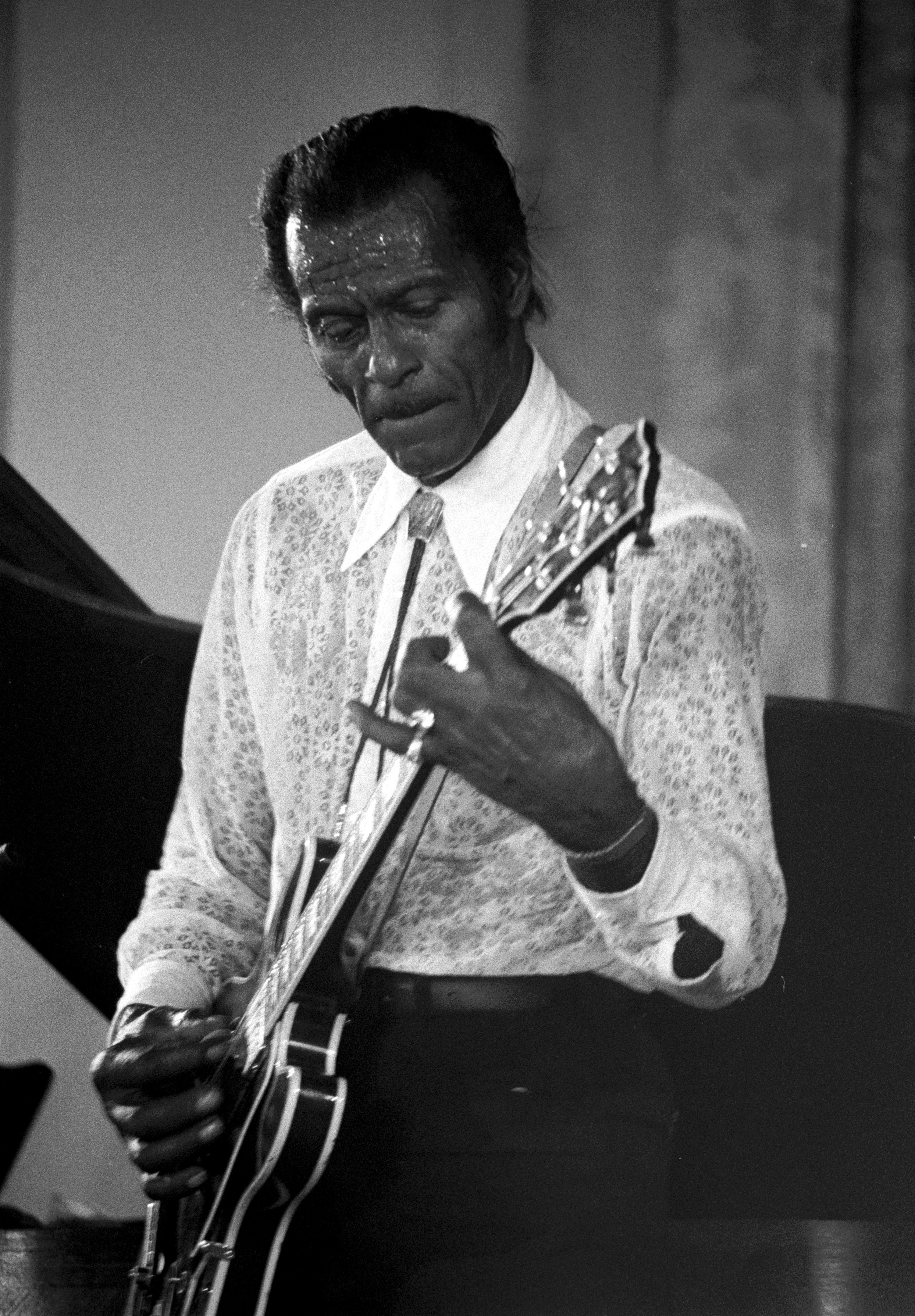
Chuck Berry grający na Gibsonie ES-335TD

## Zastosowanie
Ze względu na bogate brzmienie, nadające się do każdego rodzaju muzyki, model ES-335TD oraz jego rodzeństwo, ES-345 oraz ES-355 prędzej czy później lądował w dłoniach takich gitarzystów, jak Dave Grohl, Eric Clapton, Alvin Lee, Ritchie Blackmore, Chuck Berry, Martin Gore, B.B. King, Larry Carlton i wielu, wielu innych przełomowych artystów. Trudno dziś znaleźć gatunek muzyczny, który nie miałby kontaktu z ES-335TD - można go znaleźć w jazzie, bluesie, rocku, rapie, country czy muzyce funk.